# Pierre Joxe
Pierre Joxe (ur. 28 listopada 1934 w Paryżu) – francuski polityk, prawnik i samorządowiec, długoletni parlamentarzysta, w latach 80. i pierwszej połowie lat 90. minister w różnych resortach, działacz Partii Socjalistycznej, prezes Trybunału Obrachunkowego (1993–2001), członek Rady Konstytucyjnej (2001–2010).

## Życiorys
Syn Louisa Joxe, dyplomaty i polityka. Po ukończeniu studiów prawniczych odbył służbę wojskową, a następnie w latach 1960–1962 kształcił się w École nationale d’administration. W 1962 został audytorem w Trybunale Obrachunkowym. W latach 1963–1973 prowadził również wykłady w Instytucie Nauk Politycznych w Paryżu. W 1967 przeszedł czasowo do pracy w ministerstwie spraw zagranicznych, gdzie do 1970 kierował jedną z dyrekcji.
W 1973 zaangażował się w działalność polityczną w ramach Partii Socjalistycznej. Z jej ramienia w tym samym roku uzyskał mandat posła do Zgromadzenia Narodowego z departamentu Saona i Loara. Z powodzeniem ubiegał się o reelekcję w kolejnych wyborach w 1978, 1981, 1986 i 1988. Od 1981 do 1984 przewodniczył frakcji deputowanych Partii Socjalistycznej. Pełnił też różne funkcje w strukturach administracji samorządowej. Był radnym departamentu (1973–1979), jednym z zastępców mera Chalon-sur-Saône (1977–1983), przewodniczącym rady regionalnej Burgundii (1979–1982), radnym Paryża (1989–1993) i radnym regionu Île-de-France (1992–1993). W 1977 był delegatem do Parlamentu Europejskiego, w którym zasiadał do 1979.
Jako minister wchodził w skład sześciu socjalistycznych rządów. Od maja do czerwca 1981 był ministrem przemysłu w gabinecie, którym kierował Pierre Mauroy. Od lipca 1984 do marca 1986 pełnił funkcję ministra spraw wewnętrznych i decentralizacji u Laurenta Fabiusa. W dwóch gabinetach Michela Rocarda od maja 1998 do stycznia 1991 był ministrem spraw wewnętrznych, a następnie do maja 1991 ministrem obrony. Urząd ministra obrony sprawował także w kolejnych rządach, na czele których stali Édith Cresson (do kwietnia 1992) i Pierre Bérégovoy (do marca 1993).
W marcu 1993 powołany na prezesa Trybunału Obrachunkowego, na czele tego sądu stał do lutego 2001. W marcu 2001 został członkiem Rady Konstytucyjnej z nominacji przewodniczącego Zgromadzenia Narodowego Raymonda Forniego. Dziewięcioletnią kadencję zakończył w marcu 2010. Pozostał aktywny zawodowo, podejmując w tym samym roku praktykę adwokacką.

## Odznaczenia
- Komandor Orderu Narodowego Zasługi, Francja
- Kawaler Komandor Orderu Imperium Brytyjskiego (KBE), Wielka Brytania
- Krzyż Wielki Orderu Zasługi Cywilnej, Hiszpania
- Komandor Orderu Feniksa, Grecja[2]